# Acacia yirrkallensis
Acacia yirrkallensis är en ärtväxtart som beskrevs av Raymond Louis Specht. Acacia yirrkallensis ingår i släktet akacior, och familjen ärtväxter. Inga underarter finns listade i Catalogue of Life.